# Cyclops orientalis
Cyclops orientalis is een eenoogkreeftjessoort uit de familie van de Cyclopidae. De wetenschappelijke naam van de soort is voor het eerst geldig gepubliceerd in 1875 door Ulyanin.